# Contea di Hall (Nebraska)
La contea di Hall (in inglese Hall County) è una contea dello Stato del Nebraska, negli Stati Uniti. La popolazione al censimento del 2000 era di 53 534 abitanti. Il capoluogo di contea è Grand Island.